# Jassa falcata
Jassa falcata är en kräftdjursart som först beskrevs av Montagu.  Jassa falcata ingår i släktet Jassa och familjen Ischyroceridae. Arten är reproducerande i Sverige. Inga underarter finns listade i Catalogue of Life.